# 1人当たりの所得
一人当たりの所得（ひとりあたりのしょとく、英:Per capita income, PCI）または総所得（そうしょとく）とは、指定された年にある地域（都市、地域、国など）で一人あたりに平均して稼がれる収入を測定するものである。
これは、地域の総所得をその総人口で割って計算される。

## 解説

国または地域別2023年の一人当たりGDP（名目）を色分けしたもの

一人当たりの所得は、国の所得を人口で割ったものである。一人当たりの所得は、セクターの平均所得を測定し、異なる人口の富を比較するためによく使用される。また、国の生活水準を測定するためにもよく使用される。それは通常、ユーロやアメリカドルなどの一般的に使用される国際通貨の形で表され、広く知られているので便利であり、利用可能な国内総生産（GDP）および人口の推定から簡単に計算でき、主権領域間の富の比較するときに便利である。これは、国の発展度合いを確認するのに役立つ。一人当たりの所得は、国の人間開発指数を計算する3つの指標の1つである。一人当たりの所得は、平均所得とも呼ばれる。

## 批判
批評家は、一人当たりの所得の使用に関して以下の欠点をしばしば挙げる。
- 時間をかけての一人当たりの所得の比較は、インフレを考慮する必要がある。インフレの調整をせずには、経済成長の効果を過大評価しがちである。
- 国際的な比較は、為替レートに反映されない生活費の違いによって歪められる可能性がある。国間の生活水準を比較する目的がある場合、購買力平価の違いを調整することで、人々が実際にそのお金で買うことができるものをより正確に反映するだろう。
- それは平均値であり、所得の分布を反映していない。所得分布が偏っている国では、小さな富裕層が一人当たりの所得を大幅に増加させる一方で、大多数の人口は所得に変化がない。この点で、平均所得よりも中央値の所得の方が、繁栄を測定する際に外れ値の影響を受けにくいため、より有用である。
- 通貨を使用しない活動、たとえば物々交換や家族内で提供されるサービスは、通常、数えられない。これらのサービスの重要性は、経済ごとに大きく異なる。
- 一人当たりの所得は、収入が健康、教育、またはインフラなどの地域の発展を向上させる可能性のある要因に投資されているかどうかを考慮しない。